# MACS0647-JD
MACS0647-JD est une galaxie découverte le 15 novembre 2012 (date de dépôt de l'étude sur arXiv) . Elle était à l'époque l'une des galaxies connues les plus éloignées de la nôtre et l'une des plus vieilles, mais sa distance n'était  pas confirmée par spectroscopie avant la mise en service du télescope spatial James Webb. Sa distance a été confirmée par spectroscopie en 2023 à z = 10,17. Elle est observée juste 460 millions d'années après le Big Bang .

## Observation par le télescope spatial James Webb
La gravité massive de l'amas de galaxies MACS0647 agit comme une lentille cosmique pour courber et amplifier la lumière du système galactique MACS0647-JD. En raison de cette lentille gravitationnelle de l'amas de galaxies massives MACS0647, la galaxie MACS0647-JD est divisée en trois images : JD1, JD2 et JD3. Elles sont amplifiées par des facteurs de huit, cinq et deux, respectivement.

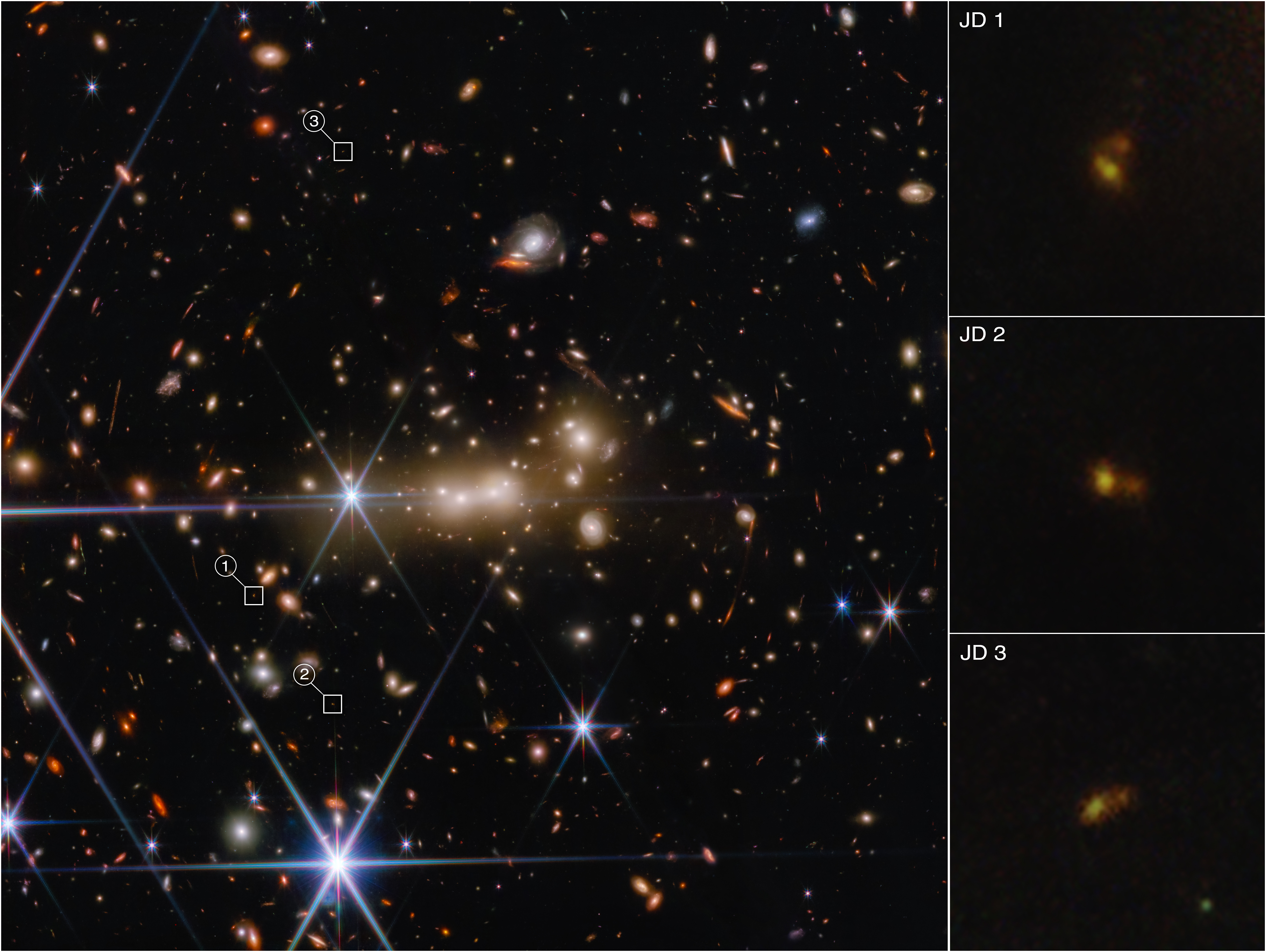
Photographie du télescope spatial James Webb de l'amas de galaxies MACS0647 et les trois images JD1, JD2 et JD3 de la galaxie MACS0647-JD.

Les observations réalisées en 2023 par JWST, ont pu résoudre spatialement la galaxie MACS0647-JD en deux composantes A et B.
La spectroscopie de l'élément A donne un décalage vers le rouge spectroscopique de z = 10,17 sur la base de 7 raies d'émission détectées : CIII] λλ 1907,1909, [O II] λ3727, [Ne III] λ3869, [Ne III] λ3968, Hδ λ4101, Hγ λ4340, et [O III] λ4363. La galaxie MACS0647-JD, compte tenu de son décalage spectral, est donc observée juste 460 millions d'années après le Big Bang.
MACS0647-JD a une masse stellaire log(M⋆/ M⊙) = 8,1 ± 0,3, soit équivalent à 126 millions de masses solaires.
La métallicité de MACS0647-JD a été calculée sur la base des flux linéaires mesurés de la raie d’émission [O III] λ5008 détectée par l'instrument MIRI et de la raie aurorale [O III] λ4363  détectée par l'instrument NIRSpec. Elle a ainsi pu être établie en utilisant la méthode de diagnostic direct Te (en anglais, « direct-Te method» ) à 12 + log(O/ H) = 7,79 ±0,09 .